# Tug Fork
La Tug Fork est une rivière américaine longue de 256 km qui coule dans les États de la Virginie-Occidentale, de la Virginie et du Kentucky.
Elle est un affluent de la Big Sandy.